# Leyland Lion PSC

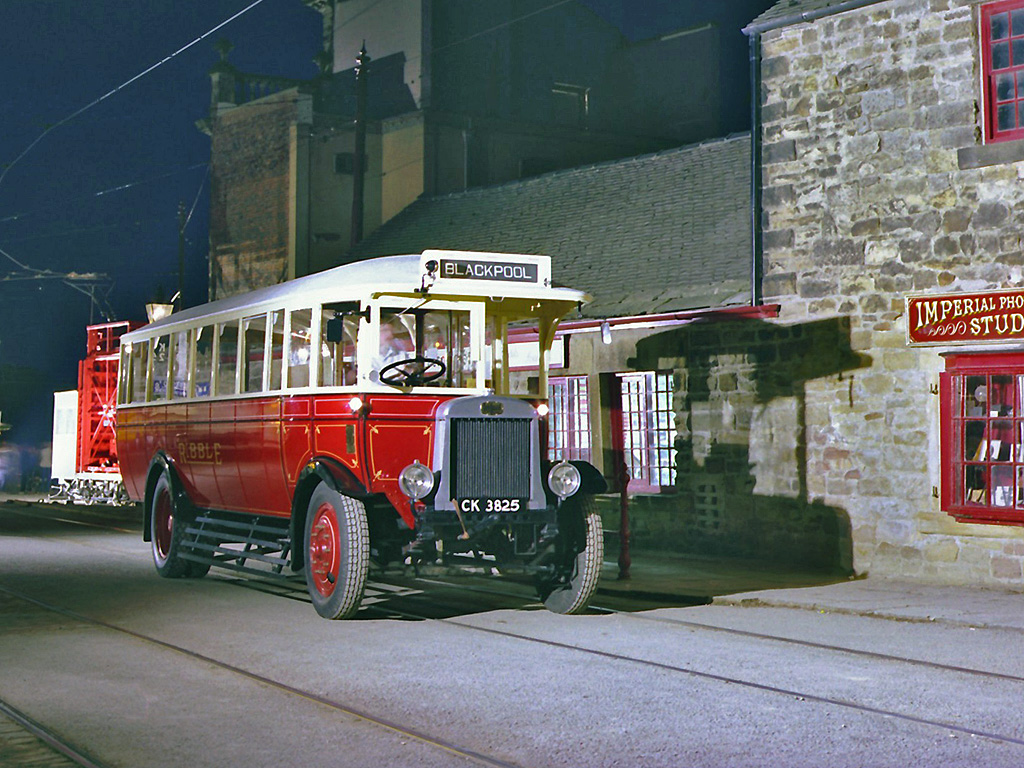
Leyland Lion PLSC1 mit Leyland-Aufbau, Baujahr 1927

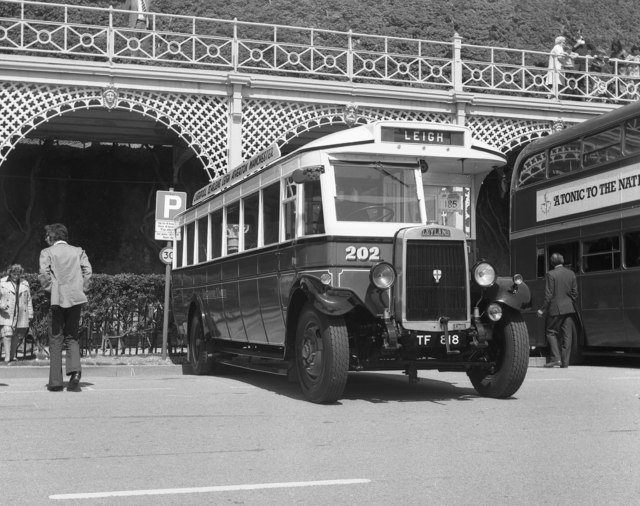
Leyland Lion LT1, Baujahr 1930, bei einer historischen Rally 1977

Der Leyland Lion mit der Typenbezeichnung LSC war ein Busfahrgestell des britischen Nutzfahrzeugherstellers Leyland Motors. Der Typ wurde von 1926 bis 1940 gebaut. Der Lion gehörte zu den ersten Chassis, die speziell für eine Verwendung als Bus konstruiert wurden. Der Vorteil der neuartigen Konstruktion lag in dem tiefer liegenden Rahmen, der den Einstieg der Passagiere erleichterte. Neuartig war ebenfalls die Verwendung von luftbereiften Rädern. Mit der generellen Verwendung von Luftreifen erhielt die Typenbezeichnung ein vorangestelltes „P“ für pneumatic. Ab ungefähr 1930 erhielt der Lion die Typenbezeichnung LT.
Der LSC1 bekam einen Aufbau als Reisebus mit 26 Sitzplätzen. Sechzehn dieser Chassis wurden ohne Motor an English Electric geliefert und für den Einsatz als Trolleybus in Bradford umgebaut. Die Aufbauten für die Busse kamen unter anderem von Leyland selbst sowie von Alexander und boten bis zu 35 Sitzplätze. Viele der erhaltenen Busse wurden Ende der 1940er Jahre mit neuen Aufbauten von Alexander, Burlingham und anderen Karosseriebauunternehmen versehen. Typisch für britische Busse dieser Zeit war die halbseitig ausgeführte Fahrerkabine, die fast bis auf Höhe des Kühlergrills vorgezogen war. Sie bot einerseits dem Fahrer eine gute Rundumsicht, andererseits einen einfachen Zugang zum Motor. Der Fahrgastraum besaß bei einigen Aufbauten ein eigenes Raucherabteil.
Ursprünglich kam ein Vierzylinder-Ottomotor zum Einsatz. Ab 1934 war für den Bus der neu entwickelte Sechszylinder-Dieselmotor verfügbar. Bei einem Hubraum von 8,6 Litern gab er bei 1800/min eine Leistung von 94 bhp (70 kW) ab. Mit diesem Motor konnte eine Geschwindigkeit von ungefähr 70 km/h erreicht werden. Verwendet wurden unsynchronisierte Vierganggetriebe mit Rückwärtsgang. Das Fahrwerk war mit Blattfedern gefedert, besaß aber keine Stoßdämpfer. Der Bus besaß vakuumunterstützte Servobremsen und eine hydraulische Handbremse.
Der Lion war einer der erfolgreichsten Busse der damaligen Zeit. Über 4000 Stück wurden gebaut, von denen einige noch bis in die 1950er Jahre im Einsatz waren. Die Busse wurden auch nach Australien, Kanada und Hongkong exportiert. Leyland nutzte den Namen Leyland Lion später mehrfach für andere Bustypen.